# 정은보
정은보(鄭恩甫, 1961년~)는 대한민국의 제14대 금융감독원장을 역임한 공무원이다.

## 학력
- 대일고등학교
- 서울대학교 경영학 학사
- 오하이오 주립대학교 경제학 석사
- 오하이오 주립대학교 대학원 경제학 박사

## 경력
- 1984년: 제28회 행정고시 합격
- 1985.03 총무처 수습 행정관
- 1987.07 재무부 국제금융국 국제기구과
- 1988.07 재무부 증권국 증권정책과
- 1991.05 재무부 국고국 국유재산과
- 1997.01 재정경제원 예산실 예산정책과
- 1997.03 재정경제원 법사행정예산담당관실
- 1998.03 재정경제부 국제금융국 금융협력과
- 1999.06 재정경제부 국제금융국 국제기구과
- 2003.03 재정경제부 지역경제과 과장
- 2003.05 재정경제부 경제정책국 인력개발과 과장
- 2004.02 재정경제부 경제정책국 경제분석과 과장
- 2005.02 재정경제부 금융정책국 보험제도과 과장
- 2006.08 재정경제부 금융정책국 금융정책과 과장
- 2007.06 재정경제부 FTA 국내대책본부 지원대책단 단장
- 2008.03 기획재정부 국제금융정책관
- 2010.05 금융위원회 금융정책국 국장
- 2012.02 제18대 대통령직인수위원회 경제1분과 전문위원
- 2012.07~2013.04 금융위원회 사무처장
- 2013.04~2016.01 기획재정부 차관보
- 2016.01~2017.07 금융위원회 부위원장
- 2016.01~2017.07 금융위원회 증권선물위원회 위원장
- 2019.09~2021.08 외교부 한미방위비분담 협상대표
- 2021.08~2022.06 제14대 금융감독원장
- 2022~ 보험연구원 연구자문위원
- 2024.02~ 제8대 한국거래소 이사장

| 전임 주형환 | 제5대 기획재정부 차관보 2013년 4월 17일 ~ 2016년 2월 1일 | 후임 이찬우 |

| 전임 정찬우 | 제6대 금융위원회 부위원장 2016년 1월 18일 ~ 2017년 7월 20일 | 후임 김용범 |

| 전임 윤석헌 | 제14대 금융감독원장 2021년 8월~2022년 6월 | 후임 이복현 |